# In the Sunset Country (film 1915 Cooley)
In the Sunset Country è un cortometraggio muto del 1915 diretto da Frank Cooley che appare nel cast anche come attore. Prodotto dalla American Film Manufacturing Company, il film, di genere western, aveva come altri interpreti E. Forrest Taylor, Lizette Thorne, Nell Franzen.
Nel 1915, in settembre, nelle sale era uscito un altro In the Sunset Country, diretto da Burton L. King e prodotto dalla Bison Motion Pictures.

## Trama
Chiamata l'Anima perduta, Madge è schiava di Mark Henley, il proprietario della sala da ballo dove lavora, che ne controlla corpo, anima e sentimenti. Un giorno, però, Madge riesce a ribellarsi e a fuggire sotto l'influenza dei consigli di un predicatore girovago.

In un piccolo villaggio di montagna, arriva Helen, una maestra che incontra Hal Newcomb, un cercatore d'oro. Henley rivolge le sue attenzioni verso Helen, ma lei lo respinge sempre. L'uomo vuole poi costringere Madge a tornare da lui. Lei, sfinita per la fuga, chiede aiuto ad Hal che le offre il rifugio della sua capanna dove lei passa la notte. La mattina dopo, Henley la vede ma Hal difende la ragazza, scontrandosi con il malvivente che, battuto, se ne va via furioso.
Sulla strada, incrocia Helen e ne approfitta per informarla che una donna si trova nella capanna di Hal.

Helen interroga Hal che ammette di ospitare una donna. Lei, irritata, non vuole sentire spiegazioni e lo lascia. Giunge però il predicatore girovago che loda Hal per le sue azioni e informa Helen della gentilezza di Hal. Helen, pentita, ritorna da Hal, volendo aiutarlo a curare Madge. Ma lei che non vuole creare problemi ulteriori, se ne va.

Henley, ritornato alla capanna, vi trova Helen che lui rapisce. Legata a un albero, la abbandona al suo destino. Madge, vagando nei boschi, la libera e poi prende il suo posto, senza più forze. Helen va a cercare Hal: i due trovano la donna che, mezza incosciente, sta tranquillamente aspettando la morte.

## Produzione
Il film fu prodotto dalla Mustang (American Film Manufacturing Company).

## Distribuzione
Distribuito dalla Mutual, il film - un cortometraggio in due bobine - uscì nelle sale statunitensi il 17 dicembre 1915.